# Rhododendron perplexum
Rhododendron perplexum är en ljungväxtart som beskrevs av Herman Otto Sleumer. Rhododendron perplexum ingår i släktet rododendron, och familjen ljungväxter. Inga underarter finns listade i Catalogue of Life.